# 阿圖爾·屈尼絲
阿圖爾·屈尼絲（英語：Atul Chitnis，1962年2月20日—2013年6月3日），生於德國柏林，印度軟體技術顧問、作家與自由及開放原始碼軟體推動者。他是FOSS.IN（前身為Linux Bangalore）的最初發起者之一。

## 生平
1989年，他建立了BBS站，CiX。

## 外部連結
- 阿圖爾·屈尼絲個人網站 （页面存档备份，存于）